# Nowopetriwka (rejon berysławski)
Nowopetriwka (ukr. Новопетрівка) – wieś na Ukrainie, w obwodzie chersońskim, w rejonie berysławskim. W 2001 liczyła 835 mieszkańców, spośród których 804 posługiwało się językiem ukraińskim, 30 rosyjskim, a 1 mołdawskim.